# Mălăiești (okręg Hunedoara)
Mălăiești – wieś w Rumunii, w okręgu Hunedoara, w gminie Sălașu de Sus. W 2011 roku liczyła 145 mieszkańców.